# Easy Action (Band)
Easy Action ist eine schwedische Glam-Metal-/Hard-Rock-Band aus Stockholm. Sie feierte ihre Erfolge Anfang der 1980er und löste sich Mitte der 1980er auf. Seit 2006 ist die Band wieder aktiv.

## Bandgeschichte

### 1981–1986
Easy Action wurde 1981 um Henrik „2 Meter“ Järmsten (Gitarre), der von der Punkband The Stoodes kam, Pelle Almgren (Gesang) und Björen Froberg (Bass, beide ehemals von der Punkband Warheads) sowie Bosse Belsen (später Zinny J. Zan, zunächst Schlagzeug) gegründet. Schon nach kurzer Zeit verließen Belsen und Fröberg die Band wieder und wurden durch Ola „Skox“ Andersson und Urban „Ubbe“ Sundbaum (ex-Lustans Lakejer) ersetzt. Zunächst eher eine Punkband erhielt die Gruppe einen Plattenvertrag bei Stranded Records, wo zwei Singles erschienen, die jedoch wenig Erfolg hatten. Die Band löste sich kurz darauf auf. So gründeten Skox und Jermsten Psychedelic Mongo. Pelle Almgren arbeitete zunächst alleine weiter.
Kee Marcello (Gitarre) und Alex Tyrone (Bass) trafen später im Jahr bei einem Konzert in Stockholm Easy-Action-Gründungsmitglied Bosse Belsen, der sich nun Zinny Z. Jan nannte. Die drei beschlossen die Band als Glam-Metal-Band zu reformieren und spielten ein erstes Demo ein. Von Gerber und Danny Wilde komplettierten das Line-up.
1983 gelang es der Band einen Plattenvertrag beim US-Label Sire Records zu erlangen. Ihr Debütalbum Easy Action erschien 1983 über Sire. 1984 wurde eine zweite Version des Albums veröffentlicht.
1985 spielte die Band gemeinsam im Horrorfilm Shocking Heavy Metal mit. Dort traten sie als Solid Gold auf und spielten eine erfolgreiche Metal-Band. Tatsächlich soll die Band sehr nervös gewesen sein, da sie keine Schauspielerfahrung hatte. Gerüchteweise soll Regisseur Mats Helge sie daher mit Alkohol versorgt haben, so dass die Band überwiegend betrunken im Film agierte.
1986 erschien ihr zweites Album That Makes One mit ihrem zweiten Sänger Tommy Nilsson. Kee Marcello verließ schließlich die Band um sich den wesentlich erfolgreicheren Europe anzuschließen. Kurz darauf löste sich die Band auf. Zinny J. Zan war später Sänger bei Shotgun Messiah. 

### Wiedervereinigungen
2006 reformierte sich Easy Action um Kee Marcello und Zinny J. Zan. 2019 wurde ebenfalls das Line-Up um Nilsson reaktiviert und trat 2019 beim Sweden Rock Festival auf.

## Plagiatsvorwürfe gegenüber Poison
Warner Chapell Music leitete später rechtliche Schritte gegen die US-Band Poison ein, da sie der Ansicht waren, dass diese Teile des Chorus von Easy Actions We Go Rocking für ihren Hit I Want Action verwendet hatten. Die Angelegenheit wurde später außergerichtlich beigelegt. Poison bestreiten den Vorfall bis heute.

## Diskografie

### Alben
- 1983: Easy Action (Sire Records)
- 1986: That Makes One (KGR)

### Singles
- 1982: Om Jag Vore Kung (Över Hela Världen)
- 1982: Honcho Bongo
- 1983: Number One
- 1983: We Go Rocking
- 1984: The End of the Line
- 1985: Rosie
- 1985: Round, Round, Round
- 1986: Talk of the Town
- 1986: In the Middle of Nowhere
- 1987: Teachers Do It With Class
- 1988: Only Love